# Santa Muerte
Nuestra Señora de la Santa Muerte, a menudo abreviado a Santa Muerte, es un nuevo movimiento religioso, deidad femenina, narcosanta, y santa popular en el catolicismo y neopaganismo popular mexicano.: 296–297  Siendo una personificación de la muerte, sus devotos la asocian con la curación, la protección y la entrega segura al más allá. A pesar de la condena de la Iglesia católica y los pastores evangélicos, su culto se ha vuelto cada vez más prominente desde principios del siglo XXI.
La Santa Muerte casi siempre aparece como una figura esquelética femenina, vestida con una túnica larga y sosteniendo uno o más objetos, generalmente una guadaña y un globo. Su túnica puede ser de cualquier color, ya que las imágenes más específicas de la figura varían mucho de un devoto a otro y según el ritual que se realiza o la petición que se le hace.
Su seguimiento actual fue reportado por primera vez en México por antropólogos estadounidenses en la década de 1940 y fue una práctica oculta hasta principios de la década de 2000. La mayoría de las oraciones y otros rituales se realizaban tradicionalmente de manera privada en casa. Desde principios del siglo XXI, el culto se ha vuelto más público, comenzando en 2001 en Ciudad de México, después de que una creyente llamada Enriqueta Romero fundara su famoso santuario en dicho lugar. Desde el 2005, al culto que promovía a la Santa Muerte se le canceló el registro constitutivo por la Secretaría de Gobernación de México (SEGOB) debido a que su adoración «desvía gravemente los fines establecidos en los estatutos de la ley de Asociaciones Religiosas y Culto Público de México». En 2008, se dio a conocer el «Templo Santa Muerte», localizado en el Pueblo San Mateo Cuautepec, en Tultitlán, Estado de México, un centro de adoración religioso que cuenta con la imagen más grande dedicada a dicha deidad.
El número de creyentes en la Santa Muerte ha crecido en las últimas dos décadas, a un estimado de 12 millones de seguidores que se concentran en México, Centroamérica y Estados Unidos, con un contingente menor de seguidores en Canadá y Europa. La Santa Muerte tiene dos homólogos masculinos similares en América Latina, los santos populares esqueléticos San La Muerte de Argentina y Paraguay, y Rey Pascual de Guatemala y Chiapas, México. Según R. Andrew Chesnut, la Santa Muerte está en el centro del nuevo movimiento religioso de más rápido crecimiento en el mundo.

## Historia
La historia del culto tiene un largo proceso de evolución que se puede dividir en dos etapas. Una larga etapa de gestación donde se fueron conjugando los distintos elementos que va desde la época prehispánica, pasando por el catolicismo de la época virreinal, llegando hasta la mitad del siglo xx. Una rápida etapa donde el conjunto de estos elementos da a la figura su actual apariencia; esto último achacado a un entorno de marginación social, pobreza y delincuencia. 

### Origensincrético

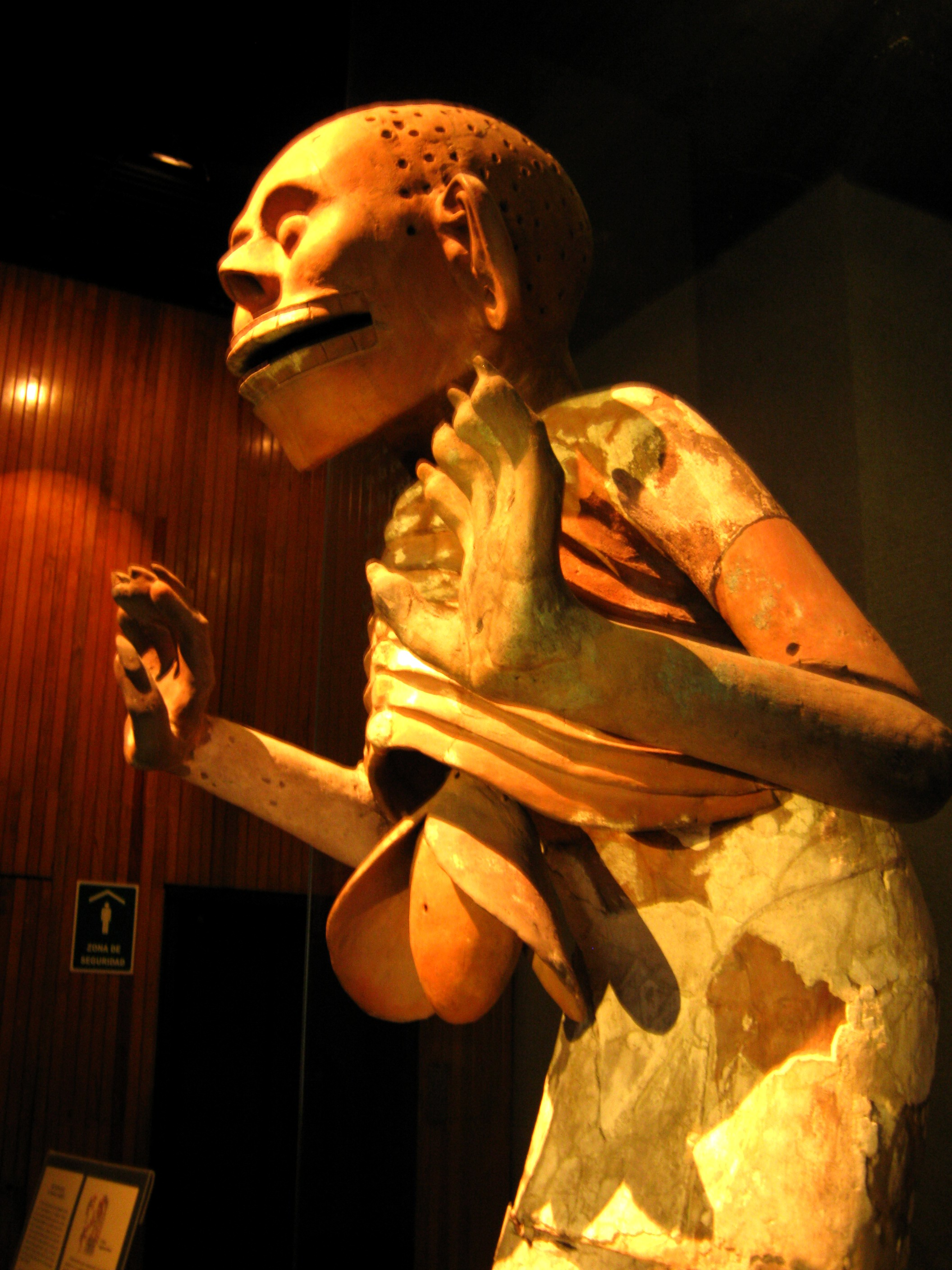
Estatua de Mictlantecuhtli en el museo del Templo Mayor.

El origen muestra detalles de un sincretismo entre distintos elementos del culto prehispánico por los muertos, los dioses aztecas y mayas relacionados y de la Iglesia católica. Los principales elementos encontrados que se pueden distinguir son los siguientes:
- Ah Puch. dios maya rey de Xibalbá, el inframundo. Descrito como un esqueleto o cadáver con un rostro de jaguar (o búho) adornado con campanas;
- Mictlantecuhtli y Mictecacíhuatl. dios y diosa de la muerte aztecas, la oscuridad y el Mictlán «la región de los muertos».
- Día de muertos. Una celebración mexicana de origen prehispánico que honra a los difuntos el 2 de noviembre, comienza el 1 de noviembre, y coincide con las celebraciones católicas de Día de los Fieles Difuntos y Todos los Santos.
- La unción de los enfermos en la que se pide a Dios una «santa muerte», es decir, «morir en amistad con Dios», en el caso de que el enfermo se encuentre en estado terminal.
- Apocalipsis. La Biblia coloca a la muerte como uno de los Jinetes del Apocalipsis en la primera parte del capítulo 6.º del Apocalipsis, y la Muerte y el Hades en la última mitad del capítulo 20° del Apocalipsis.
- San Pascual o San Pascualito Rey En la religión católica, se refiere a San Pascual Baylón; originado en Guatemala y el Estado mexicano de Chiapas, se representa como un esqueleto humano coronado. Ha sido objeto de rechazo de la propia religión católica desde su origen y su culto prohibido por la Inquisición y rechazado hasta hoy, en que persiste su veneración, al igual que la "Muerte", se le adicionan colores en las ropas con que se represente o en las velas que se le ofrendan, que representan las diversas peticiones favorables o adversas, según sea el caso.
- La Muerte. En la cultura helénica y occidental desde tiempos remotos existe en la mitología la figura de la Muerte. La imagen de la muerte personificada que se ha hecho más popular es la de un esqueleto con una guadaña y, en ocasiones, con una túnica negra que lo cubre desde la cabeza hasta los tobillos. En la iconografía de tal figura se pueden ver claramente estos elementos en el culto actual.
- Sustituto de la advocación mariana. Para los antropólogos, es notable e innovador que la Santa Muerte sea una figura femenina. En la psique del mexicano está muy presente la figura de la Virgen de Guadalupe y la Santa Muerte es una alternativa moderna, en el cual su vestimenta recuerda a la de las vírgenes de los altares y la ornamentación funeraria en las monjas de la época virreinal.[17] De hecho, es tal la confusión que muchos creyentes también le llaman de forma cariñosa «virgencita». En el mismo sentido, el periodista José Gil Olmos la llama «la virgen de los olvidados».[18]
- El esoterismo y la tradición mexicana. México es una nación altamente creyente en temas esotéricos[19][20] lo cual ha permeado en distintos ámbitos de la sociedad mexicana, incluida la política[21] con la que usualmente se vincula la veneración de esta figura.[22][23][24][25] Varios símbolos y rituales asociados con La Santa Muerte, como lo es vestirla de distintos colores según su significado espiritual,[26][27] la manera en que se le reza, o las ofrendas que se les deja en su altar recuerdan a distintas tradiciones populares que se pueden encontrar a través del país. Cabe mencionar que la manera en que se le representa tiene parecido con la imagen de la carta de la Muerte en el tarot, e incluye simbolismos que se pueden ver a través de los distintos arcanos mayores.

La siguiente tabla muestra el supuesto nexo entre el Hades de la cultura helenística que aparece en el Apocalipsis y los dioses prehispánicos que resguardaban los inframundos:
|                                       | Cultura Maya | Cultura Azteca.                   | Cultura Helenística | Apocalipsis |
| ------------------------------------- | ------------ | --------------------------------- | ------------------- | ----------- |
| Inframundo o región de los muertos    | Xibalbá.     | Mictlán.                          | Inframundo griego.  | El Hades.   |
| Dioses que resguardan los inframundos | Ah Puch.     | Mictlantecuhtli y Mictecacíhuatl. | Hades.              | La Muerte   |

#### Detalle del culto prehispánico

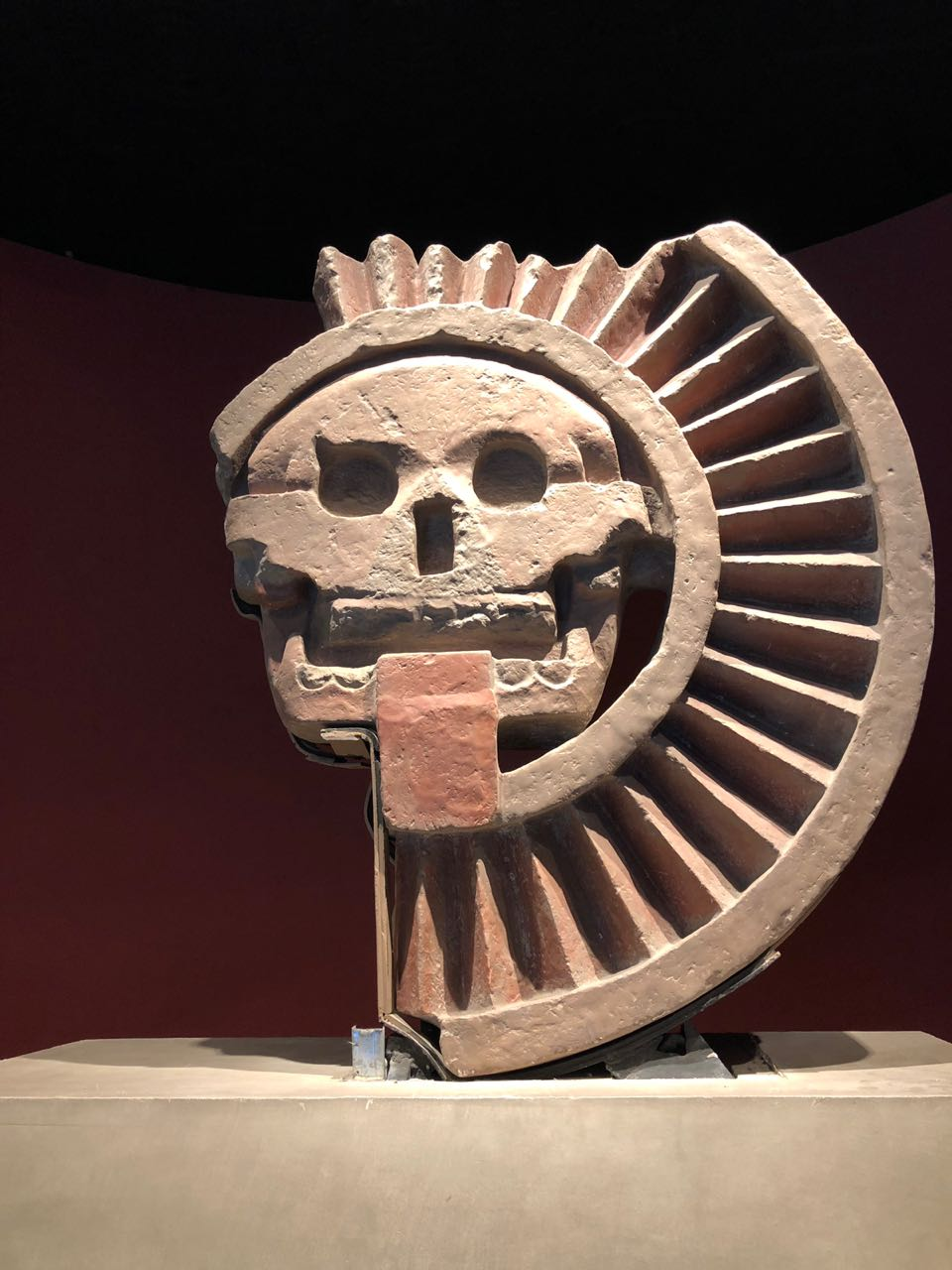
Escultura con rostro de la muerte, pieza emblemática del Museo Nacional de Antropología de la Ciudad de México. Esta imagen representa la presencia de la muerte en el ideario cultural prehispánico.

Las raíces de la creencia datarían de la época prehispánica, bajo el nombre de Mictlantecuhtli y Mictecacihuatl como el dios y diosa de la muerte, la oscuridad y el Mictlán "la región de los muertos" (se manejaba un concepto de dualidad en la religión azteca). A este lugar iban los hombres y mujeres que morían de causas naturales. Pero el camino no era fácil. Antes de presentarse ante el Señor y Señora de la muerte había que pasar numerosos obstáculos; piedras que chocan entre sí, desiertos y colinas, un cocodrilo llamado Xochitonal, viento de filosas piedras de obsidiana, y un caudaloso río que el muerto atravesaba con la ayuda de un perro que era sacrificado el día de su funeral (Xoloizcuintl). De esta rama se puede asociar el animismo prehispánico con el variado santoral católico, al estilo de la santería cubana, que combina tradiciones animistas africanas con el catolicismo.
En la tradición, se le entregaba a los dueños del inframundo ofrendas. Este detalle es muy importante ya que con el tiempo estas ofrendas seguirían presentes en los altares de la Muerte.
Mictlantecuhtli y Mictecacíhuatl fueron sin lugar a dudas las deidades a quienes se encomendaban a los muertos pero también eran invocados por todo aquel que deseaba el poder de la muerte. Su templo se encontraba en el centro ceremonial de la antigua ciudad de Tenochtitlán.
Algo de estas creencias prehispánicas aún sería latente en la cultura popular mexicana, concretizándose así en este culto, el cual el 2 de noviembre o Día de Muertos, se festeja el día con los antepasados muertos, o la idea de que a los muertos no hay que recordarlos con tristeza, si no con alegría como ellos vivieron, por lo que es muy popular el llevar música bailable a los entierros.
En la santería la Muerte se sincretiza con Oyá o con Ikú y en Palo Mayombe con Centella Ndoki.

### Origen moderno en la cultura popular
El culto de la Muerte se remonta a 1795 cuando los indígenas adoraban un esqueleto al que llamaban Muerte en un poblado del centro de México y hay testimonios de que este culto permaneció oculto en los últimos dos siglos.
La leyenda popular, que se supone transmitida de boca en boca, indicaría que este culto haya estado naciendo alrededor de los años sesenta. Cuando en Catemaco, Veracruz, México, un local vio la figura de la Muerte dibujada en las tablas de su choza. Fue a pedirle al cura local que verificara la imagen y la canonizara, pero este se negó rotundamente tachándola como rito de satanismo, de ahí que este culto se difundiese de persona a persona,[cita requerida] sin tener una organización fija,[cita requerida] por el temor a ser visto como satánico,[cita requerida] asociación que las personas que practican religiones abrahámicas como el catolicismo o el cristianismo en general sostienen incluso hoy en día.
A ella se daría a conocer el culto en el estado de Hidalgo, México, en el año de 1965. La Santa Muerte empezó a ser adorada o venerada principalmente por personas que cotidianamente ponen en riesgo su vida, como políticos, miembros del crimen organizado, o policías; en la actualidad, cualquier persona puede formar pactos con La Santa Muerte, invocando a esta figura para la protección y recuperación de la salud, artículos robados, o miembros secuestrados de la familia. La similitud con el culto a San La Muerte Paraguayo/Argentino se evidencia en esta solicitud de aquellos que ponen en riesgo su vida; también en el culto sudamericano se pide a San Muerte por una muerte no violenta ni dolorosa.
La Muerte puede ser representada como una figura masculina, femenina o andrógina (combinación de ambas). De forma masculina la visten de manera tenebrosa, con guadaña y un rosario. Otras ocasiones, la Muerte es femenina, vestida con una túnica larga blanca de satén y una corona de oro. En general, los símbolos con los que se le suele emparejar son cráneos, el mundo, relojes de arena, una balanza, búhos, entre otros. Algunas personas dentro de su devoción se refieren a ella como Madre, Patrona, o Virgencita, por su aspecto parecido a la Virgen María, y más concretamente, a la Virgen de Guadalupe.

### Actualidad

#### Años 1990-1999
El presidente Carlos Salinas de Gortari emprendió reformas a la Ley de Asociaciones Religiosas y Culto Público con la finalidad de mejorar las relaciones entre el estado y los distintos tipos de religiones, otorgando mayores libertades por medio de modificaciones que les permitirían gozar de personalidad jurídica.
La mayor libertad de ejercer un culto desde 1992 y la crisis económica de México de 1994, desencadenaron el deterioro de las condiciones sociales provocando marginación, pobreza y delincuencia aunados con un aumento del fervor por nuevos cultos, mismos que le permitieron a la Iglesia católica tradicional y al culto de la Muerte emprender su crecimiento independientemente. Pero en algún punto, no muy bien esclarecido, los dos cultos que independientemente crecían se vieron reforzados y se fusionaron en una forma de conveniencia.

#### Años 2000-2009
Durante el año 2000 la Iglesia Católica Tradicionalista mexicana-estadounidense (ISCAT Mex-USA) solicita formalmente su registro a la Secretaría de Gobernación (SEGOB), omitiendo en tal solicitud el culto a la imagen de la "Muerte". El registro es otorgado el 4 de abril de 2003 empezando a mostrar un crecimiento considerable de su presencia en los medios de comunicación a lo largo de todo el territorio nacional valiéndose de la imagen de la Muerte, misma que declararon como figura de veneración en una fecha posterior a la obtención del registro durante el 15 de agosto de 2003.
A la par con la desregulación durante los gobiernos de alternancia en México se vio un incremento de las fuerzas y pugnas entre los carteles del narcotráfico y entre los carteles y el estado. Muchos atribuyen también el aumento de seguidores al culto debido a una apología popular (narcocorridos) de los grandes jefes de la droga o de secuestradores, de los cuales también se cuentan muchos seguidores de la "Muerte" como Osiel Cárdenas Guillén o Daniel Arizmendi López.
El 29 de abril de 2005 la Dirección General de Asociaciones Religiosas de la SEGOB emitió en su boletín número 87 que el culto practicado por la Iglesia Católica Tradicionalista mexicana-estadounidense infringió los estatutos dispuestos en el Artículo 29, fracción VIII de la ley de Asociaciones Religiosas y Culto Público de México, haciéndose acreedores del retiro de registro por parte de tal dependencia. Oficialmente tal disposición fue resultado de una denuncia expuesta por Noé Guillén Ibáñez, anterior ministro del mismo culto, quien había sido expulsado por sus propios compañeros debido a confrontaciones de índole personal con otro ministro.
El retiro de tal registro tendría las siguientes consecuencias para el culto:
- Pérdida de la personalidad jurídica, que a su vez conlleva la pérdida de lo siguiente:
  - El derecho de integrar patrimonio propio.
  - El derecho de celebrar actos jurídicos.
  - El derecho de internar al país ministros de culto de nacionalidad extranjera.
  - El derecho de transmitir y/o difundir actos de culto religioso a través de medios masivos de comunicación.

Según la revista semanal del diario Milenio en el año 2006 los líderes del culto volvieron a solicitar su registro a la SEGOB, el cual esta dio a conocer a través del oficio AR-02-P/1442/2007 que de acuerdo con la ley a partir del 23 de julio se contabilizarán cinco años para volver a considerar la probabilidad de otorgar el registro nuevamente. No obstante, las iglesias de esta denominación pueden operar sin tener registro.
De acuerdo con el diario mexicano La Jornada, del 22 de noviembre de 2007, p. 46, “la Secretaría de Gobernación otorgó 'toma de nota', como agrupación religiosa, a la Iglesia Católica Tradicionalista mexicana-estadounidense, identificada popularmente como la 'Santa Muerte'" según declaró David Romo Guillén, considerado "arzobispo primado de esa agrupación".
De acuerdo con el diario El Universal en su sitio de internet del 22 de noviembre de 2007:
La Secretaría de Gobernación (SEGOB) afirmó hoy que la iglesia de la Muerte carece de personalidad jurídica, por lo que advirtió que de ostentarse como asociación religiosa podrían hacerse acreedores a sanciones; precisa que: “no cuenta con personalidad jurídica alguna y de hecho la Ley de Asociaciones Religiosas y Culto Público prevé sanciones a quien se ostente como asociación religiosa, sin contar con el registro constitutivo correspondiente”.
Tales declaraciones emitidas por los dos diarios se pueden ver en el boletín número 314 de la subsecretaría de población, migración y asuntos religiosos de la SEGOB.

#### Años 2010 a la fecha
En la actualidad, La Santa Muerte es venerada no solo por miembros del crimen organizado o figuras políticas; ésta ha pasado a ser parte de la cultura popular y urbana de México y partes de Latinoamérica, convirtiéndose en un ícono para personas parte de grupos marginados y estigmatizados, tales como sexoservidoras y gente dedicada al comercio informal.
Al poder operar iglesias de esta denominación sin tener registro David Romo Guillén, líder del culto, anunció que la Muerte tendrá su catedral en la Ciudad de México para el año 2010 teniendo una extensión de mil 200 metros cuadrados, dos niveles, capacidad para 500 personas sentadas y lugar para criptas con un costo total de 38 millones de pesos
El papa católico Francisco, en su visita a México durante el año 2016, condenó al culto de la Santa Muerte argumentando que «hay tantos que seducidos por la potencia vacía del mundo, exaltan las quimeras y se revisten de sus macabros símbolos para comercializar la muerte».
En 2020, a partir de la pandemia del COVID-19, devotos rindieron culto a la Santa Muerte a cambio de salud y protección.

### Crímenes asociados al culto
En el año 2012 se sentenció a 66 años de cárcel al líder del culto David Romo Guillén por robo simple, secuestro, y extorsión.
El 28 de marzo del 2012, la policía estatal de Sonora detuvo ocho personas señaladas como responsables del asesinato de dos niños y una mujer, así como de utilizar su sangre en rituales relacionados con el culto a la Muerte.

## Culto
En Catemaco, Veracruz, vivía un hombre llamado Mateo, reconocido por su comunidad por su sabiduría y sus supuestas habilidades místicas, por las que era considerado brujo. Durante una noche de ritual en su modesta choza, se dice que ocurrió un acontecimiento extraordinario que marcaría el inicio del culto a Santa Muerte.
Según el relato, mientras las llamas danzaban en la fogata, el humo comenzó a adquirir una forma misteriosa, tomando la figura de la Santísima Muerte. Vestida con una túnica negra y portando una guadaña en su mano, la Santísima Muerte se manifestó ante Mateo. A pesar de su apariencia imponente, el brujo no sintió temor, pues la Santísima Muerte irradiaba una luz resplandeciente y poderosa, llenando la habitación de paz y tranquilidad. Con una voz suave pero poderosa, la Santísima Muerte habló a Mateo y le dijo: "Yo soy la que guía a las almas en su último viaje. Soy la que otorga la paz eterna y el descanso merecido. Soy la que escucha los susurros de los corazones afligidos y los acompaña en su travesía hacia el más allá. Soy la que escucha sus ruegos cuando no son escuchados". Y le dijo a Mateo: "Diles a todos que todos son bienvenidos a mi regazo, que vengan a mí y yo les daré consuelo en sus necesidades. Clamen mi nombre en sus oraciones y no estarán solos; estaré ahí".
El brujo, lleno de asombro y gratitud, preguntó cómo debería referirse a ella, inclinando la cabeza con respeto. Ella exclamó: "Soy la muerte". En ese momento, un resplandor intenso cegó al brujo y la figura divina desapareció, dejando únicamente su imagen grabada en la pared de la choza. Tras aquel suceso, exclamó: "Así será, mi Santa Muerte".
Movido por esta experiencia trascendental y con el deseo de compartir la revelación divina, Mateo buscó la compañía del sacerdote del pueblo. Lleno de esperanza, le relató al sacerdote la aparición de la Santísima Muerte en su choza y todo lo que le había sido revelado. Le pidió al sacerdote que lo acompañara y presenciara con sus propios ojos la imagen grabada en la pared, para que así pudiera compartir el milagro con la iglesia.
Sin embargo, el sacerdote, dado que profesaba el culto cristiano, rechazó rotundamente la invitación y consideró la aparición de la Santísima Muerte como una manifestación demoníaca. A pesar de la negativa del sacerdote, Mateo no se desalentó y decidió que él mismo sería el portador del mensaje de la Santísima Muerte.
Comenzó a compartir el mensaje divino con su comunidad, transmitiendo la fe y la devoción hacia la Santísima Muerte. Con el tiempo, la imagen grabada en la pared de la choza desapareció, pero se convirtió en inspiración para la primera representación conocida de la Santísima Muerte. La devoción se difundió de boca en boca y pronto se corrió la voz sobre los poderes y la guía que esta figura divina podía brindar, así como de milagros que se le atribuían.
Y así, las primeras manifestaciones del culto a la Santa Muerte en Catemaco, Veracruz, se dieron. Fueron los brujos del municipio quienes oficiaron las primeras misas y erigieron altares en honor a la Santa Muerte.
Con el paso de los años, Mateo asegura que continuó recibiendo instrucciones de la Santa Muerte en sueños y visiones de cómo quería ser adorada y cómo deberían ser sus oraciones.
Cuando Mateo ya había llegado a la vejez, un día en su choza ingresó una niña de vestido blanco y antes de que Mateo pudiera decir algo, esta le dijo: "Mateo, has hecho las cosas muy bien, te lo agradezco, pero quiero que hagas un último favor por mí. Quiero que le digas a todos los que me sigan que cuando sientan llegar el final de sus días me pongan una veladora roja, que es el símbolo del amor universal. Con este amor, les daré una muerte sin dolor y en paz al final de sus días". Mateo respondió: "así será, mi niña Blanca", dado que Mateo entendía con quién hablaba, y ella exclamó: "Gracias, hijo mío, el más fiel de mis devotos!", y le dio una sonrisa, y se retiró. Mateo pudo ver cómo la niña a su retirada se convirtió en la Santa Muerte, para luego desvanecerse cerca de la pared.
Pasado un tiempo, Mateo falleció, pero su legado perdura entre los seguidores del culto. Sus seguidores continuaron honrando su legado y transmitiendo su mensaje a las generaciones futuras. Los altares en honor a la Santísima Muerte se multiplicaron, y las misas y rituales en su nombre se llevaron a cabo con devoción y fervor.
La popularización del culto, con el paso del tiempo, se extendió más allá de Catemaco, alcanzando diferentes regiones de México y trascendiendo fronteras. La figura de la Santísima Muerte se convirtió en un símbolo de protección, amor y justicia para aquellos que se sentían desamparados o marginados.

### Ideales del venerador
Este es un culto que ve a la muerte como algo innegable en la vida, una ley natural y que se tiene que aceptar, esto lo podemos ver en la celebración mexicana del Día de Muertos. Se entiende a la muerte como un ser sufriente que se encarga de un trabajo penoso, que se le dio un gran poder pero una carga aún más grande. Recibe su poder de Dios, a quien obedece, al ser la muerte un elemento indispensable para la vida. Bajo esto se ve a la Muerte más como un ángel (equivalente al concepto de Azrael) que como cualquier otra cosa.
«La muerte es justa y pareja para todos pues todos vamos a morir». Este es el ideal principal de la personalidad que se entiende de la Santísima (como también se le conoce) por lo que cuando se pide algo se sobreentiende que no es recomendable pedir nada negativo para una persona. Al pedir algo a la Santísima se puede o no ofrecer alguna ofrenda a cambio, mismas que pueden variar en todo sentido, pueden ser desde algo material como veladoras o mejoras al altar o cosas simbólicas como el cantarle, «echarse un tequila juntos», sacarla a pasear o vestirla de fiesta, también son válidas cosas como hacer las paces con algún familiar, cambiar algún hábito o cualquier cosa que dicte el corazón e imaginación del orante. La Santísima espera que se le cumpla lo que se le dice, por lo que es más recomendable no ofrecer nada a cambio del favor que ofrecer algo que no se tiene la seguridad de cumplir o que puede ser olvidado.
El trato que se tiene a las imágenes de la Muerte y el culto en general es un trato más de sinceridad y compañía, algo muy diferente del habitual temor a los rituales religiosos. El caso es tratar a la imagen como un miembro más de la familia y mostrarse ante ella sin temerle ni faltarle el respeto. Cuando una persona se informa sobre el culto, la primera información que recibe es que se debe retractar antes de iniciar, si es que tiene algún temor al respecto y que nunca deberá faltarle el respeto a la Santísima. El trato que debe de recibir debe ser el mismo que se le da a una persona real por lo que es muy común poner dulces en los altares, que se platique con la imagen en voz alta, o que se tome junto a los altares. Se trata de hacer con la Santísima lo mismo que con los amigos más respetados que tenemos.
Un venerador tiene como ideales el evitar toda actitud que límite la vida humana, como los miedos, las tristezas, el odio, envidias, etc. Psicológicamente, desde que se empieza a analizar los miedos y a irlos perdiendo, ya sea confrontándolos o aceptándolos como es el caso del hecho de que vamos a morir, la persona tiende a reflexionar más sobre lo que en verdad quiere de la vida y las cosas que lo hacen feliz.
Este culto no pretende ir en contra de ninguna religión. Sin embargo, diversas ramas del catolicismo y cristianismo se oponen fuertemente al culto a la muerte, debido a que de acuerdo con el dogma cristiano, Jesucristo venció a la muerte al tercer día de su crucifixión para quitarle su poder sobre la humanidad y así obtener la vida eterna para las almas y su resurrección en el día del juicio final. Es por ello y por diversas connotaciones de este culto, que es considerado blasfemo y sacrílego.

### Formas de culto
Las estatuas de la Santa Muerte se hacen en colores rojo, blanco, verde, morado, dorado y negro (para el amor, la pureza, la justicia, la salud, la abundancia, y la protección total). Las ofrendas a la Muerte incluyen flores, tequila, comida e incluso tabaco y marihuana. Las capillas públicas a la Muerte se adornan con rosas y botellas de tequila, y se encienden velas en su honor.
En México los principales elementos característicos de la estatuilla de la "Muerte" son una balanza que representa la justicia, una guadaña con la que cosecha las almas y un pequeño mundo que carga en una de sus manos representando su impacto en el mismo, y un reloj de arena que señala el paso del tiempo. La figura es humanoide andrógina aunque tiende a tener más semejanza con la figura femenina, esto debido a la idea de que si nacimos de una mujer, morimos por una. Es un esqueleto cubierto con una túnica que cubre todo menos la cara y las manos.
En la frontera entre México y Estados Unidos se hacen y se venden al público novenas de la Muerte, medallas, y velas. De manera similar a otras culturas alrededor del mundo, las figuras de viejos cultos en México están sincretizados a veces como santos.
Por otra parte, puede representar simplemente una reinterpretación religiosa de la gente tradicional y católicos, ortodoxos practican el rezo para recibir una muerte bendecida en un estado de tolerancia. Sus rezos, oraciones, y los novenas contienen a la Santísima Trinidad. Mientras que existe una cierta visión de la Muerte como figura de la magia negra, existen otras opiniones de ella como, específicamente, un santo católico digno de veneración.

### Denominaciones religiosas asociadas al culto
Durante la historia reciente del culto han existido distintas denominaciones y líderes que han tratado monopolizar el culto a la Santa Muerte, ya sea por competencia o mediante intentos de obtener registro ante la SEGOB en México. No obstante, a la fecha no existe ninguna denominación registrada en la SEGOB que profese culto a la Santa Muerte.
- Iglesia Católica Tradicionalista mexicana-estadounidense (en Tepito). Única denominación que llegó a alcanzar personalidad jurídica durante un corto período de la década de los años 2000 y posteriormente fue retirada.[18] El líder del culto, David Romo Guillén, fue apresado en 2012 por secuestro, extorsión y nexos con el crimen organizado.[52] Denominación actualmente debilitada debido a la aprehensión de la mayoría de líderes.

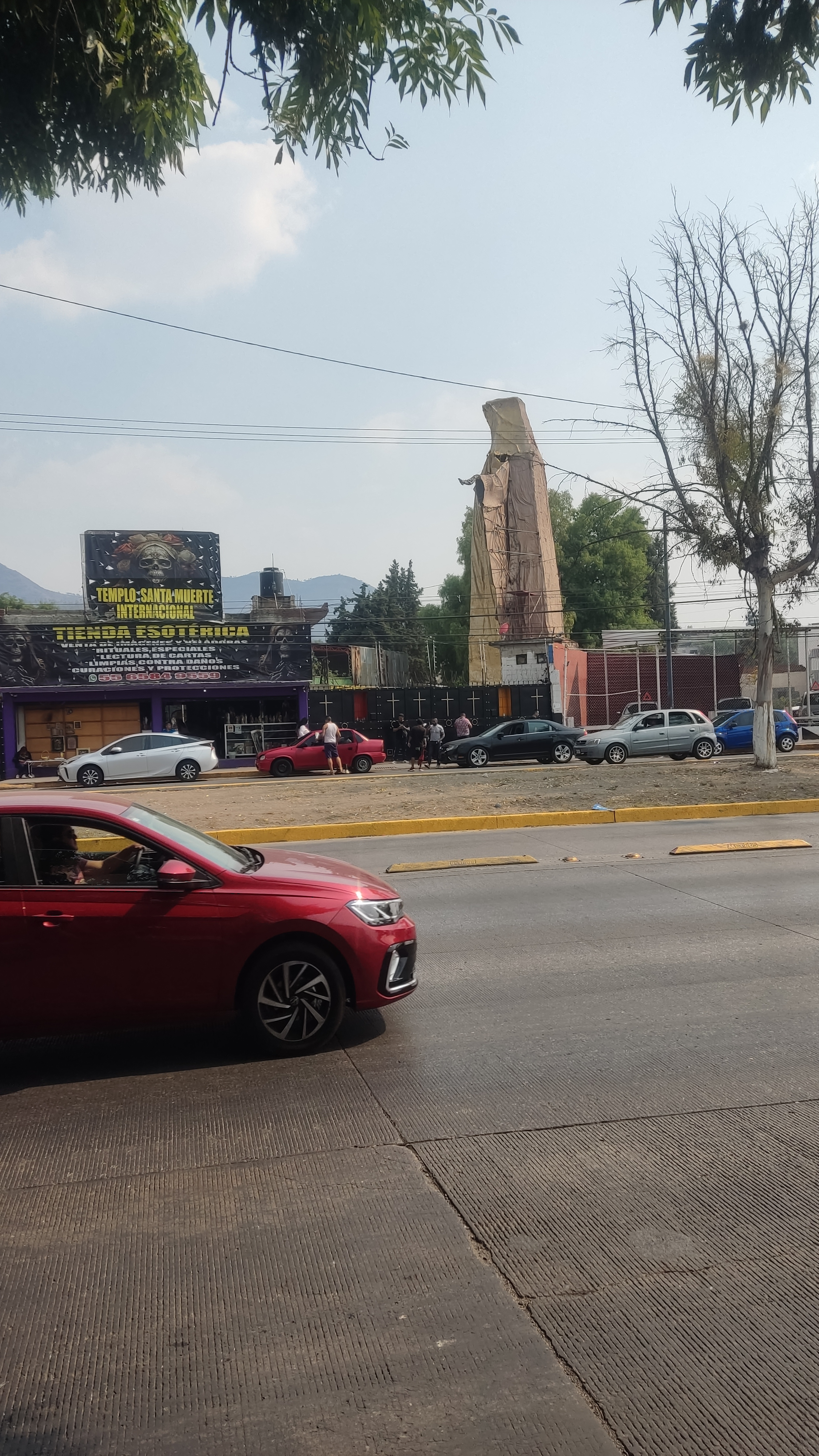
Fachada exterior del Templo Santa Muerte en Tultitlán, Estado de México, fotografiado en 2024. Como se observa, cuenta con la imagen más grande dedicada a dicha deidad.

- Templo Santa Muerte (en Tultitlán). Denominación que nunca alcanzó registro ante SEGOB. El líder del culto, Jonathan Legaria Vargas, fue asesinado en 2008.[54]

- Altar en Tepito. Sin registro en SEGOB. Líder Enriqueta Romero.[52][18]

- Congregación Nacional de la Santa Muerte (en Ecatepec). Sin registro ante la SEGOB. Líderes Héctor González Trinidad y Luis González Nava.[55][56]

## Oposición de la Iglesia católica
La Iglesia católica ha condenado su devoción, aduciendo un argumento  teológico basado en la cita del Apocalipsis de San Juan en  donde se menciona que la Muerte será lanzada a un pozo de lava hirviendo: 

"Y el mar devolvió los muertos que guardaba, la Muerte y el Hades devolvieron los muertos que guardaban, y cada uno fue juzgado según sus obras.... La Muerte y el Hades fueron arrojados al lago de fuego, este lago de fuego es la muerte segunda"
Apocalipsis 20, 13-14

O bien, se debe a las oraciones del rito del sacramento de la unción de los enfermos en la que se pide a Dios una «muerte», es decir, «morir en amistad con Dios», en el caso de que el enfermo se encuentre en estado terminal.
Desde el punto materialista, la muerte no es una persona, sino un estado de los seres vivientes. Otros autores identifican a la muerte no como entidad susceptible de adoración, sino como un evento u ocurrencia del devenir del ser.

### Diferencias entre la Iglesia católica y la tradicional mexicana
La Iglesia Católica Tradicionalista mexicanoestadounidense, se define a sí misma como una rama veterocatólica con tintes propios de la identidad mexicana, como la santa muerte. La siguiente tabla muestra las principales diferencias y similitudes entre los dos credos:
|                                                                                  | Iglesia Católica                                                      | Iglesia Católica Apostólica Tradicional Mexicana                                                       |
| -------------------------------------------------------------------------------- | --------------------------------------------------------------------- | --- |
| Culto reconocido y registrado por el gobierno mexicano                           | Sí (con personalidad jurídica).                                       | No (sin personalidad jurídica desde 2005).                                                             |
| Vigencia del culto                                                               | Sí                                                                    | No, disuelto desde la aprehensión de sus líderes en 2012.                                              |
| Número aproximado de creyentes en México                                         | 97 millones de personas según el último censo de población.           | 2 millones de personas (5 millones según sus fuentes[¿cuál?])                                          |
| Principales figuras de culto en México                                           | Jesucristo, Virgen de Guadalupe                                       | Jesucristo, Santa Muerte                                                                               |
| Principal líder del culto                                                        | Papa: Francisco                                                       | ¿? |
| Principal líder de culto en México                                               | Arzobispo Primado: Carlos Aguiar Retes                                | Romo Guillén, encarcelado por secuestro y extorsión en 2012.                                           |
| Promueve el celibato clerical                                                    | Sí                                                                    | No |
| Promueve la familia monogámica                                                   | Sí                                                                    | Sí |
| Permite las relaciones prematrimoniales.                                         | No                                                                    | Sí |
| Postura sobre el uso de anticonceptivos.                                         | Solo permite métodos anticonceptivos naturales dentro del matrimonio. | Permite todo tipo de anticoncepción incluyendo la píldora del día después.                             |
| Permite el aborto provocado                                                      | En ningún tipo de circunstancia.                                      | Solo en casos de violación.                                                                            |
| Aceptación del estilo de vida y práctica de actos homosexuales entre sus fieles: | No                                                                    | Sí |
| Aceptación del matrimonio igualitario                                            | No                                                                    | Sí (desde diciembre de 2009)                                                                           |
| Aceptación de la ordenación sacerdotal femenina                                  | No                                                                    | No |
| Práctica de la Liturgia de la Misa Tridentina                                    | Sí                                                                    | Sí, pero adaptada al culto de Santa Muerte, motivo por el cual SEGOB argumentó el retiro del registro. |
| Aceptación de los siete sacramentos                                              | Sí                                                                    | Sí |
| Aceptación de los siete concilios ecuménicos                                     | Sí                                                                    | Sí |
| Aceptación de los credos niceno y atanasiano                                     | Sí                                                                    | Sí |
| Aceptación de la infalibilidad pontificia                                        | Sí                                                                    | No |
| Aceptación de la asunción de María                                               | Sí                                                                    | No |
| Aceptación de la inmaculada concepción                                           | Sí                                                                    | No |

## Libros académicos
- Chesnut, R. Andrew, Devoted to Death: Santa Muerte, the Skeleton Saint (2nd edition), Oxford University Press, 2017.
- Chesnut, R. Andrew, Santa Muerte: El Movimiento Religioso de Más Rápido Crecimiento en el Mundo, Amazon, 2023.
- Hernández Hernández, Alberto, La Santa Muerte: espacios, cultos y devociones, El Colegio de la Frontera Norte, 2017.
- Pansters, Wil G., La Santa Muerte in Mexico: History, Devotion, and Society, University of New Mexico Press, 2019.
- Yllescas, Jorge Adrián, Ver, oír y callar. Creer en la Santa Muerte durante el encierro, UNAM, 2018.